# Vilhelm Vett
Vilhelm Vett (Copenhague, 31 de diciembre de 1879-Palma de Mallorca, España, 3 de diciembre de 1962) fue un deportista danés que compitió en vela en la clase 6 Metre.
Participó en dos Juegos Olímpicos de Verano en los años 1924 y 1928, obteniendo dos medallas, plata en París 1924 y plata en Ámsterdam 1928, ambas en la clase 6 Metre.

## Palmarés internacional
| Juegos Olímpicos | Juegos Olímpicos         | Juegos Olímpicos | Juegos Olímpicos |
| Año              | Lugar                    | Medalla          | Clase            |
| ---------------- | ------------------------ | ---------------- | ---------------- |
| 1924             | París (Francia)          | Medalla de plata | 6 Metre          |
| 1928             | Ámsterdam (Países Bajos) | Medalla de plata | 6 Metre          |